# Yuki Oshitani
Yuki Oshitani (押谷 祐樹 Oshitani Yūki?, Hamamatsu, Shizuoka, 23 de septiembre de 1989) es un futbolista japonés que juega como delantero en el Fukui United F. C.

## Trayectoria

### Clubes
| Club               | País  | Año       |
| ------------------ | ----- | --------- |
| Júbilo Iwata       | Japón | 2008-2012 |
| FC Gifu (cedido)   | Japón | 2009-2011 |
| Fagiano Okayama    | Japón | 2013-2016 |
| Nagoya Grampus     | Japón | 2017-2018 |
| Tokushima Vortis   | Japón | 2018-2020 |
| Fujieda MYFC       | Japón | 2021-2022 |
| Fukui United F. C. | Japón | 2023-     |